# Zegrzynek

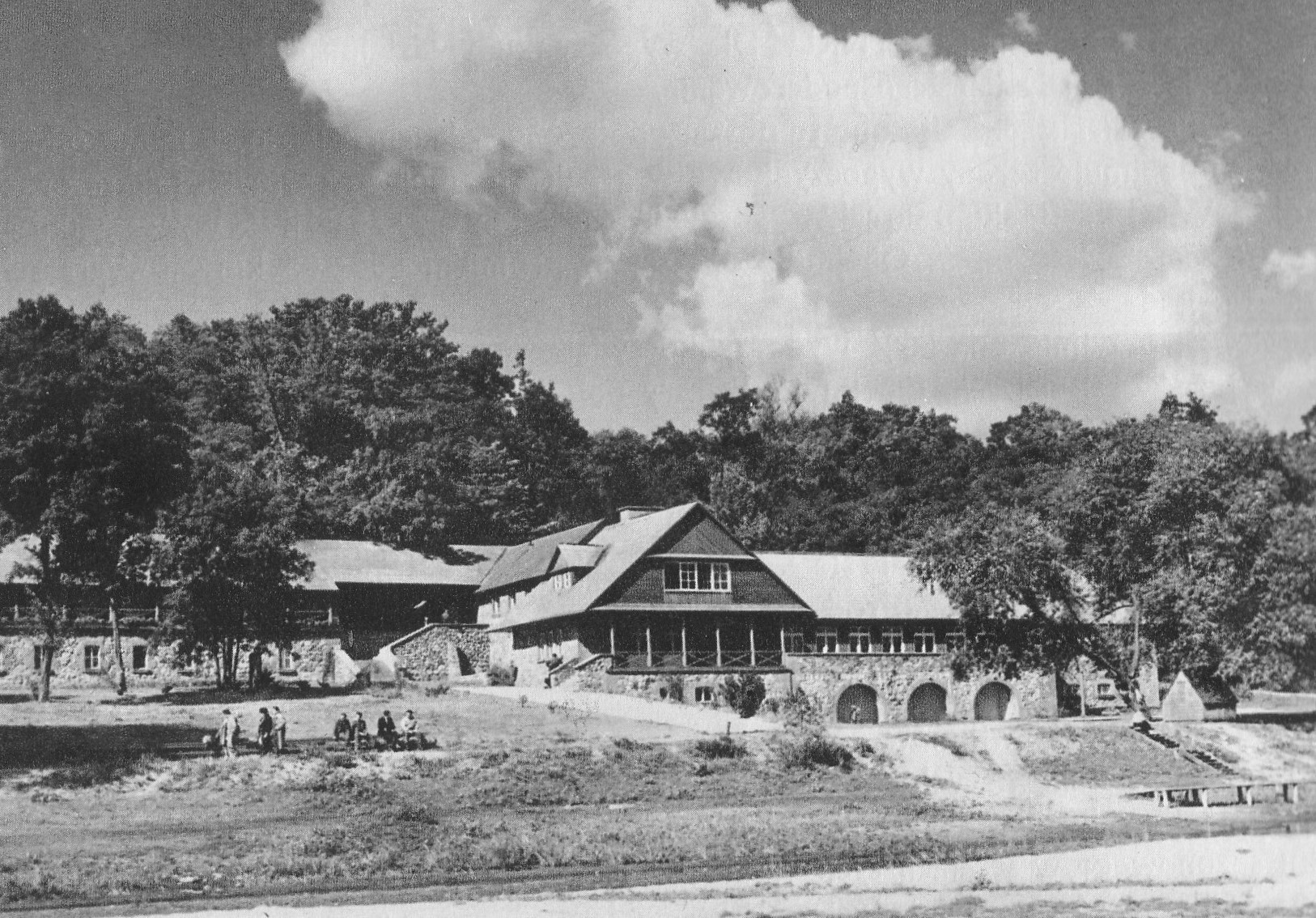
Dom wycieczkowy PTTK w latach 60. XX wieku

Zegrzynek – kolonia letniskowa, położona nad Jeziorem Zegrzyńskim w Polsce, w województwie mazowieckim, w powiecie legionowskim, w gminie Serock.
W latach 1975–1998 miejscowość administracyjnie należała do województwa warszawskiego.
Zabudowa Zegrzynka łączy się z zabudową podwarszawskiego Jadwisina.

## Historia
Zegrzynek jest dawną osadą fabryczną; resztki dworu i młyna z 1838,  położonego nad Narwią przy ujściu wąwozu Szaniawskiego, od drugiej połowy XIX wieku były w posiadaniu Zygmunta Szaniawskiego, a następnie jego syna Jerzego Szaniawskiego, dramaturga. W leżącym w dół rzeki Zegrzu istniał wówczas most drewniany, przez który można było przejść na drugą stronę Narwi, w kierunku Jabłonny i dalej do Warszawy, 
W XIX wieku, w Zegrzynku, powstał zakład przemysłowo-zbożowy. Nad samym brzegiem Narwi stanął czteropiętrowy, murowany młyn, wzdłuż brzegu budynki administracji, nowoczesne magazyny i domki robotnicze. W 1880, w Zegrzynku osiadła Wanda i Zygmunt Szaniawscy. Zygmunt Szaniawski był fachowcem z zakresu przetwórstwa zboża. Pełnił rolę kierownika młyna i zarządcy folwarku. Powierzone dobra doprowadził do rozwoju. Młyn dawał zatrudnienie kilkudziesięciu osobom. Nowoczesne magazyny były wypełnione towarem, a w pobliskich domkach nad Narwią zamieszkiwały rodziny robotników. Czas dobrobytu zakończył pożar. W 1902 ogień zniszczył młyn. Zakład przemysłowo-zbożowy zbankrutował. Robotnicy wyjechali. Okoliczna ludność została bez zajęcia.
Przed całkowitym upadkiem Zegrzynek uratowali Szaniawscy, którzy na nowo rozpoczęli działalność gospodarczą. Domki opuszczone przez robotników postanowili zamienić na kwatery letniskowe. Już w następnym roku Kurier Warszawski publikował ogłoszenia zachęcające do przyjazdu do nowo otwartego pensjonatu oferującego wygody. Renoma kurortu prowadzonego przez Szaniawskich spowodowała, że przez wiele lat, od połowy czerwca do końca września, Zegrzynek tętnił urlopowym życiem warszawiaków.
Po utworzeniu  Zalewu Zegrzyńskiego powstał tu dom wycieczkowy PTTK oraz stanica wodna, w latach 70. XX wieku istniała przystań statków spacerowych Białej Floty.  Dwór Szaniawskich spłonął w 1977 w tajemniczych okolicznościach, prawdopodobnie został podpalony przez dwóch młodych pijanych mężczyzn, którzy wdarli się do budynku.
Od 2012 roku w miejscowości działa klub żeglarski Mila Akademii Mateusza Kusznierewicza.